# Петак тринаести (филм из 2009)
Петак тринаести 12 (енгл. Friday the 13th) је амерички слешер хорор филм из 2009. године, режисера Маркуса Ниспела, са Џаредом Падалеким, Данијелом Панабејкер, Амандом Ригети и Дереком Мирсом у главним улогама. Тренутно представља последњи наставак у франшизи Петак тринаести. Иако је првобитно најављен као римејк првог филма, нема никаквих сличности са њим ни у радњи ни у ликовима, тако да је филм заправо један од наставака.
Режисер оригиналног филма, Шон Канингем, нашао се у улози продуцента, заједно са Мајклом Бејом испред продукцијске куће Њу лајн синема. Осим главног антагонисте, Џејсона Ворхиса, од ликова из претходних делова вратила се и Памела Ворхис која има кмаео улогу у флешбек сценама на почетку филма.
У тренутку када је изашао, филм је учинио серијал Петак тринаести хорор серијалом са највише филмова, али 2022. године ће га престићи Ноћ вештица филмом Ноћ вештица 13: Крај Ноћи вештица.
Радња филма смештена је после догађаја из свих делова, осим Петка тринаестог 10: Џејсон икс чија радња је смештена у далекој будућности.
Филм је добио помешане и претежно негативне критике, те је на сајту Rotten Tomatoes оцењен са 26%. С друге стране, остварио је велики финансијски успех и са буџетом од 19 милиона долара зарадио готово пет пута више новца. По оствареној заради други је у франшизи, одмах иза кросовера са хорор серијалом Страва у Улици брестова, Фреди против Џејсона.

## Радња
13. јуна 1980. дечак Џејсон Вoрхис посматра како камповска радница одрубљује главу његовој мајци покушавајући да избегне њен крвави пир у Кампу Кристалног језера. Скоро тридесет година касније група пријатеља - укључујући Витни Милер - долазе на Кристално језеро на камповање, надајући се да ће пронаћи скривену плантажу марихуане која расте у шуми. Те ноћи одрасли Џејсон побије све осим Витни, коју зароби пошто она личи на његову мајку из млађих дана.
Шест недеља касније уображени богаташ Трент, његова девојка Џена и пријатељи Челси, Бри, Чуи, Нолан и Лоренс допутују у Трентов летњиковац на обали Кристалног језера. У међувремену Витнин брат Клеј Милер допутује мотоциклом на језеро да је потражи, упркос сугестијама локалног шерифа да је тражи негде другде. Клеј посети Трентову колибу, а Џена пристане да му помогне у потрази за Витни. Челси и Нолан оду на веикбординг на језеру где Џејсон убије Нолана стрелом и на смрт прободе Челси мачетом. У међувремену Клеј и Џена претражују плац старог кампа, где угледају Џејсона како носи неко тело у напуштену колибу. Џена и Клеј отрче натраг у Трентову колибу да упозоре остале на Џејсона. Чуи је убијен у шупи за алат у близини колибе, док се Трент и Бри сексају у спаваћој соби. Џена и Клеј стигну, а Клеј позове полицију. Џејсон затим искључи струју у колиби. Лоренс изађе напоље да потражи Чуија, а Џејсон га убије секиром. Џејсон се затим ушуња унутра и убије Бри. Један полицајац стигне и покуца на врата, али га Џејсон убије пре него што овај може да уђе. Трент, Клеј и Џена побегну и раздвоје се, а Трент је убијен пошто стигне до главног пута.
Џејсон појури Клеја и Џену натраг ка плацу старог кампа, где Клеј открије Џејсоново подземно скровиште и нађе своју сестру приковану ланцима за зид. Клеј ослободи Витни, те сво троје покушају да побегну док Џејсон стиже. Они нађу излаз, али је Џена прободена мачетом пре него што може да побегне. Џејсон сатера у ћошак Клеја и Витни у амбару, а Витни збуни Џејсона претварајући се да је његова мајка. Клеј и Витни савладају Џејсона уз помоћ подужег ланца, а Витни прободе Џејсона кроз прса његовом мачетом. Након изласка сунца, Клеј и витни баце Џејсоново тело у језеро, али пре него што оду, Џејсон искочи кроз дрвени док и зграби Витни.

## Улоге
| Глумац              | Улога         |
| ------------------- | ------------- |
| Џаред Падалеки      | Клеј Милер    |
| Данијела Панабејкер | Џена          |
| Аманда Ригети       | Витни Милер   |
| Травис ван Бинкл    | Трент         |
| Дерек Мирс          | Џејсон Ворхис |
| Џулијана Гил        | Бри           |
| Арон Јо             | Чуи           |
| Рајан Хансен        | Нолан         |
| Арлен Ескарпета     | Лоренс        |
| Вила Форд           | Челси         |
| Џонатан Садовски    | Вејд          |
| Бен Фелдман         | Ричи          |
| Ник Менел           | Мајк          |
| Америка Оловио      | Аманда        |
| Кајл Дејвис         | Дони          |
| Ричард Бурги        | шериф Брек    |
| Нана Визитор        | Памела Ворхис |